# گیساندو
گیساندو دهستانی در استان آبیلای اسپانیا است.
در این دهستان ۶۲۰ نفر زندگی می‌کنند. مساحت این دهستان ۳۷ کیلومتر مربع است.